# Jarosław Baran (muzyk)
Jarosław Baran (ur. 8 stycznia 1981) – polski muzyk, kompozytor i multiinstrumentalista, a także producent muzyczny i inżynier dźwięku. Jarosław Baran znany jest przede wszystkim z występów w zespole gothic metalowym Delight, którego był członkiem w latach 1997-2007. Wraz z zespołem nagrał pięć albumów studyjnych: Last Temptation (2000), The Fading Tale (2001), Eternity (2002), Od Nowa (2004) oraz Breaking Ground (2007). W latach 1999–2001 był także członkiem sympho-black metalowego zespołu Thy Disease wraz z którym nagrał jeden album - Devilish Act of Creation (2001).
Jako producent muzyczny współpracował m.in. z takimi wykonawcami jak: Ewelina Lisowska, Anal Stench, Ziyo, Donatan i Cleo, Fear Factory, Cemetery of Scream, Virgin Snatch, Liber i Natalia Szroeder, Renata Przemyk oraz Genzie.

## Wybrana dyskografia
| Album                                      | Rok  | Uwagi                                                | Źródło |
| ------------------------------------------ | ---- | ---------------------------------------------------- | ------ |
| Virgin Snatch – S.U.C.K.                   | 2003 | miksowanie, mastering                                | [ 3 ]  |
| Serpentia – Dark Fields of Pain            | 2003 | realizacja nagrań, produkcja muzyczna                | [ 4 ]  |
| Anal Stench – Red Revolution               | 2004 | miksowanie, mastering                                | [ 5 ]  |
| Thy Disease – Neurotic World of Guilt      | 2004 | mastering                                            | [ 6 ]  |
| Paradise Lost – In Requiem                 | 2007 | edycja cyfrowa                                       | [ 7 ]  |
| Virgin Snatch – Act of Grace               | 2008 | inżynieria dźwięku                                   | [ 8 ]  |
| Ziyo – Puzzle                              | 2009 | edycja cyfrowa, miksowanie, mastering                | [ 9 ]  |
| Fear Factory – Mechanize                   | 2010 | edycja cyfrowa                                       | [ 10 ] |
| Serpentia – The Day in the Year of Candles | 2011 | produkcja muzyczna                                   | [ 11 ] |
| Scar the Martyr – Scar the Martyr          | 2013 | edycja cyfrowa                                       | [ 12 ] |
| Donatan, Cleo – Hiper/Chimera              | 2014 | gitara, miksowanie, mastering, realizacja nagrań     | [ 13 ] |
| Renata Przemyk – Rzeźba dnia               | 2014 | aranżacje, miksowanie, mastering, produkcja muzyczna | [ 14 ] |